# Les Collecteurs d'impôts
Les Collecteurs d'impôts est un tableau attribué au peintre flamand Quentin Metsys (ou Massys). Il est conservé au musée du Louvre à Paris, un autre exemplaire se trouve au musée Liechtenstein à Vienne.

## Description
Deux collecteurs de dettes portant un turban collectent et enregistrent l'argent des impôts, dont ils assurent le recouvrement.  Au-dessus d'eux pend un ciseau. Au fond, à droite, une porte en bois.
C'est une représentation presque satirique qui semble inspirée des écrits d'Érasme de Rotterdam (connu personnellement et peint par le peintre en 1517). Le tableau est un instantané efficace de l'aspect grotesque, brutal et mesquin du quotidien et de la réalité.